# Добрин, Сергей Владимирович
Серге́й Влади́мирович До́брин (род. 22 сентября 1986, Липецк) — российский фигурист, выступавший в одиночном катании. Бронзовый призёр чемпионатов России 2006, 2007 годов, а также чемпионата мира среди юниоров 2005 года. Завершил любительскую спортивную карьеру в 2010 году.

## Карьера
Кататься на коньках начал в возрасте трёх лет в родном Липецке. Первые десять лет занимался там же под руководством тренера Валерия Александровича Дудко. В 2000 году переехал в Москву к Жанне Фёдоровне Громовой.
В сезоне 2000—2001 состоялся дебют Сергея Добрина в «большом» спорте. Тот сезон стал одним из самых удачных в его спортивной карьере. Всё началось с успешных выступлений в юниорских сериях Гран-при. На чемпионате России среди юниоров Сергей Добрин занял первое место. Далее последовал Финал Гран-при среди юниоров. Там Сергей занял второе место. На чемпионат мира среди юниоров он прибыл не в лучшей форме. На фоне прежних прокатов в сезоне выступил не очень удачно и в результате занял лишь 12 место.
В сезоне 2001—2002 года Сергей первый раз принял участие в чемпионате России, где занял 9 место.
Сезон 2002—2003 начался с двух побед подряд на Pokal det Blauen и Schwerter Trofeo Rita Trapanese, второе место на Финале Гран-при и золото на Европейском юношеском олимпийском фестивале в словенском Бледе. На чемпионат России среди юниоров того же сезона Добрин занял второе место вслед за Андреем Грязевым, обеспечив себе тем самым путёвку на ЧМЮ 2003, где стал пятым.
В сезоне 2004—2005 года, после третьего места на чемпионате мира среди юниоров, Сергей Добрин зачислен во взрослую команду страны на чемпионат мира в Москве, несмотря даже на не удачное выступление на чемпионате России (5 место). На чемпионате мира Сергей занимает 17 место.
В сезоне 2006—2007 года, Сергей становится третьим на чемпионате России и 15—м на чемпионате Европы. Впервые включает четверной сальхов и исполняет его на нескольких турнирах, в том числе на этапе Trophee Eric Bompard — дважды в произвольной программе.
В августе 2007 года Сергей Добрин объявил о своём решении сменить тренера. Новым наставником Сергея стал Алексей Мишин.
На этапе Гран-при NHK Trophy 2007 года Добрин занял пятое место. С чемпионата России вынужден был сняться по причине болезни (после короткой программы Сергей занимал восьмое место, набрав 60,81 баллов).
В феврале 2008 года во время тренировки Сергей Добрин получил травму, лечение и полное восстановление после которой заняло несколько месяцев. В результате, он позже других приступил к тренировкам, и они с тренером приняли решение не участвовать в этапе Гран-при 2008—2009 — «NHK Trophy». На чемпионате страны 2009 года смог занять только 13-е место. После чемпионата России сезона 2008—2009, Сергей расстался со своим тренером Алексеем Мишиным и вернулся в Москву. Новым наставником фигуриста стала Виктория Волчкова, с которой Сергей планировал восстановить уверенные четверные прыжки в обеих программах. Однако, существенного улучшения результатов не произошло и, заняв на чемпионате России 2010 года 12-е место, Сергей Добрин принял решение о завершении спортивной карьеры.
По состоянию на 2014 год работает старшим тренером в Центре спортивной подготовки в городе Краснодаре. Ранее работал тренером в городе Прокопьевске.

## Образование
В 2008 году окончил Российский Государственный Университет по физической культуре и спорту.

## Спортивные достижения

### после 2007 года
| Соревнования               | 2007—2008 | 2008—2009 | 2009—2010 |
| -------------------------- | --------- | --------- | --------- |
| Чемпионаты России          | WD        | 13        | 12        |
| Этапы Гран-При: NHK Trophy | 5         |           |           |

### до 2007 года
| Соревнования                         | 2000—2001 | 2001—2002 | 2002—2003 | 2003—2004 | 2004—2005 | 2005—2006 | 2006—2007 |
| ------------------------------------ | --------- | --------- | --------- | --------- | --------- | --------- | --------- |
| Чемпионаты мира                      |           |           |           |           | 17        |           |           |
| Чемпионаты Европы                    |           |           |           |           |           | 15        | 18        |
| Чемпионаты мира среди юниоров        | 12        |           | 5         | 8         | 3         |           |           |
| Чемпионаты России                    |           | 9         | 7         | 6         | 5         | 3         | 3         |
| Чемпионаты России среди юниоров      | 1         | 6         | 2         | 2         | 3         |           |           |
| Этапы Гран-при: Cup of Russia        |           |           |           |           |           | 10        | 8         |
| Этапы Гран-При: Trophee Eric Bompard |           |           |           |           |           | 7         | 3         |
| Finlandia Trophy                     |           |           |           |           |           |           | 3         |

WD=снялся с соревнований